# San Tegulo
San Tegulo è stato un soldato romano, membro della legione tebea. È venerato come santo e martire dalla Chiesa cattolica.

## Biografia
Secondo la leggenda sarebbe sopravvissuto alla decimazione della sua legione, venendo però alla fine decapitato. Tuttavia nulla di certo si sa di lui, anche se la sua sepoltura potrebbe essere stata considerata successivamente quella di un cristiano martirizzato per la sua fede durante le persecuzioni della fine dell'età imperiale. Il nome Tegulo potrebbe essere solo un riferimento al materiale da costruzione comunemente usato anche per le tombe romane, denominato tegula. Le sue reliquie si trovano nel Duomo di Ivrea. Inizialmente vennero collocate nella cappella di San Giacomo (che poi prese il nome di San Tegolo), e successivamente furono spostate nella cappella del Santissimo Sacramento, dove attualmente si trovano.